# سیارک ۴۶۸۰
سیارک ۴۶۸۰ (به انگلیسی: 4680 Lohrmann، نامگذاری:1937QC) چهار هزار و ششصد و هشتادمین سیارک کشف شده‌است که در ۳۱ اوت ۱۹۳۷ کشف شد.
قدر مطلق سیارک برابر ۱۴٫۲۰ است.